# Vrhovec
 Vrhovec  falu Horvátországban Zágráb megyében. Közigazgatásilag Vrbovechez tartozik.

## Fekvése
Zágrábtól 28 km-re északkeletre, községközpontjától 9 km-re nyugatra, az A12-es autópálya közelében fekszik.

## Története
A települést 1771-ben az egyházi vizitációban említik először.
1857-ben 125, 1910-ben 214 lakosa volt. Trianonig Belovár-Kőrös vármegye Kőrösi járásához tartozott. 2001-ben 145 lakosa volt.

## Lakosság
| Lakosság változása | Lakosság változása | Lakosság változása | Lakosság változása | Lakosság változása | Lakosság változása | Lakosság változása | Lakosság változása | Lakosság változása | Lakosság változása | Lakosság változása | Lakosság változása | Lakosság változása | Lakosság változása | Lakosság változása |
| ------------------ | ------------------ | ------------------ | ------------------ | ------------------ | ------------------ | ------------------ | ------------------ | ------------------ | ------------------ | ------------------ | ------------------ | ------------------ | ------------------ | ------------------ |
| 1857               | 1869               | 1880               | 1890               | 1900               | 1910               | 1921               | 1931               | 1948               | 1953               | 1961               | 1971               | 1981               | 1991               | 2001               |
| 125                | 148                | 150                | 166                | 191                | 214                | 208                | 240                | 226                | 237                | 236                | 210                | 201                | 166                | 145                |

## Külső hivatkozások
Vrbovec város hivatalos oldala